# Diego Placente
Diego Rodolfo Placente (Buenos Aires; 24 de abril de 1977) es un exfutbolista argentino. Jugaba de defensor lateral. Actualmente dirige a la Selección sub-17 y sub-20 de Argentina.

## Trayectoria como futbolista
Comenzó su carrera futbolística en Argentinos Juniors, donde realizó las inferiores, debutó en Primera y consiguió el ascenso del Nacional B a Primera División en junio de 1997. A mediados de año fue transferido a River Plate, equipo dirigido por Ramón Díaz, donde ganó 4 títulos en 4 años.
En 2001 se mudó a Europa para jugar en el Bayer Leverkusen de Alemania, equipo en el que tuvo la chance de conquistar la Bundesliga y la Copa Alemana y llegar a la final de la Liga de Campeones. En 2002, su equipo llegó hasta la final de Copa Alemana y la Liga de Campeones y perdió el título alemán por goles de diferencia con Borussia Dortmund.
En 2005 fue transferido al Celta de Vigo, donde jugó 2 temporadas. En el conjunto español terminó en malas condiciones, fue a juicio y estuvo 4 meses sin jugar durante el 2007, quedando con el pase en su poder en 2008.
En 2008 jugó un semestre en San Lorenzo de Almagro, tentado por Ramón Díaz para jugar el torneo y la Copa Libertadores 2008, donde eliminaron a River Plate en inferioridad numérica y perdieron por penales con la Liga de Quito en cuartos de final.
Luego retornó al Viejo Continente fichando por el Burdeos de la Ligue 1 francesa, compartiendo vestuario con el también argentino Fernando Cavenaghi y conquistando el título de liga en la temporada 2008-09.
En julio de 2010 decidió regresar a San Lorenzo, para ser dirigido nuevamente por Ramón Díaz.
En julio de 2011 fue fichado por el Club Nacional de Football, donde es dirigido por su excompañero, el argentino Marcelo Gallardo, logrando el título del Apertura y consagrándose campeón uruguayo en la temporada 2011-12.
En agosto de 2012 cumplió su deseo de retornar al club que lo vio nacer, Argentinos Juniors, para finalizar su carrera. Tras un ciclo irregular, con múltiples lesiones, fue separado del plantel en el campeonato siguiente por la Comisión Directiva del club en un hecho poco claro, tuvo un entredicho mediático con el director técnico Ricardo Caruso Lombardi. Luego de este incidente abandonó la práctica profesional.

## Trayectoria como entrenador
En febrero de 2014 se incorporó al cuerpo técnico de Argentinos Juniors junto a Claudio Borghi, pero no pudieron evitar el descenso al Nacional B.
En diciembre de 2015 se recibió de Director Técnico Nacional de Fútbol en la Escuela de Técnicos de Vicente López.
El 13 de julio de 2017 junto a Pablo Aimar (entrenador de la Sub-17) se incorpora en las Selecciones Juveniles de Argentina en el cargo de entrenador de la Selección de fútbol sub-15 y asistente técnico en la Sub-17. En el mes de noviembre de 2017 se disputó el Campeonato Sudamericano Sub-15 con sede en San Juan (Argentina), donde se consagró campeón por primera vez en su historia. En una final emocionante contra Brasil, la Selección Argentina pudo remontar un 0-2 adverso logrando dar vuelta el marcador por 3-2 en el final del partido. Eso le dio al combinado argentino su primer título Sudamericano Sub-15 de un torneo que se juega desde 2004.

## Selección nacional
Fue campeón mundial juvenil sub-20 en Malasia 1997, en una selección argentina que dirigió José Pekerman que mostró gran nivel de fútbol, compartiendo el plantel con Walter Samuel, Fabián Cubero, Diego Markic, Esteban Cambiasso, Juan Román Riquelme, Pablo Aimar, Lionel Scaloni, Bernardo Romeo y Diego Quintana, entre otros.
Participó con la selección mayor dirigida por Marcelo Bielsa en el Mundial 2002, siendo titular en el debut frente a Nigeria por la lesión sorpresiva de Roberto Ayala y jugando el siguiente partido con Inglaterra.
Una lesión lo dejó afuera de la lista de Pekerman para el Mundial de Alemania 2006.

### Participaciones en Copas del Mundo
| Copa                     | Sede                | Resultado    | Partidos | Goles |
| ------------------------ | ------------------- | ------------ | -------- | ----- |
| Copa Mundial Sub-20 1997 | Malasia             | Campeón      | 7        | 1     |
| Copa Mundial 2002        | Corea del Sur Japón | Primera fase | 2        | 0     |

### Participaciones en Copa Confederaciones
| Copa                      | Sede     | Resultado  | Partidos | Goles |
| ------------------------- | -------- | ---------- | -------- | ----- |
| Copa Confederaciones 2005 | Alemania | Subcampeón | 1        | 0     |

### Participaciones en Copa América
| Copa              | Sede | Resultado  | Partidos | Goles |
| ----------------- | ---- | ---------- | -------- | ----- |
| Copa América 2004 | Perú | Subcampeón | 1        | 0     |

## Estadísticas

### Clubes como jugador
| Club                             | Div.          | Temporada     | Liga  | Liga  | Copas nacionales | Copas nacionales | Copa de la Liga | Copa de la Liga | Torneos internacionales | Torneos internacionales | Total | Total |
| Club                             | Div.          | Temporada     | Part. | Goles | Part.            | Goles            | Part.           | Goles           | Part.                   | Goles                   | Part. | Goles |
| -------------------------------- | ------------- | ------------- | ----- | ----- | ---------------- | ---------------- | --------------- | --------------- | ----------------------- | ----------------------- | ----- | ----- |
| Argentinos Juniors Argentina     | 1.ª           | 1995-96       | 8     | 0     | —                | —                | —               | —               | —                       | —                       | 8     | 0     |
| Argentinos Juniors Argentina     | 2.ª           | 1996-97       | 26    | 0     | —                | —                | —               | —               | —                       | —                       | 26    | 0     |
| Argentinos Juniors Argentina     | 1.ª           | 1997-98       | 2     | 0     | —                | —                | —               | —               | —                       | —                       | 2     | 0     |
| Argentinos Juniors Argentina     | Total club    | Total club    | 36    | 0     | —                | —                | —               | —               | —                       | —                       | 36    | 0     |
| C. A. River Plate Argentina      | 1.ª           | 1997-98       | 30    | 0     | —                | —                | —               | —               | 15                      | 0                       | 45    | 0     |
| C. A. River Plate Argentina      | 1.ª           | 1998-99       | 29    | 1     | —                | —                | —               | —               | 13                      | 0                       | 42    | 1     |
| C. A. River Plate Argentina      | 1.ª           | 1999-00       | 33    | 2     | —                | —                | —               | —               | 11                      | 0                       | 44    | 2     |
| C. A. River Plate Argentina      | 1.ª           | 2000-01       | 18    | 2     | —                | —                | —               | —               | —                       | —                       | 18    | 2     |
| C. A. River Plate Argentina      | Total club    | Total club    | 110   | 5     | —                | —                | —               | —               | 39                      | 0                       | 149   | 5     |
| Bayer Leverkusen · Alemania      | 1.ª           | 2000-01       | 12    | 0     | —                | —                | —               | —               | —                       | —                       | 12    | 0     |
| Bayer Leverkusen · Alemania      | 1.ª           | 2001-02       | 32    | 1     | 5                | 0                | 1               | 0               | 18                      | 0                       | 56    | 1     |
| Bayer Leverkusen · Alemania      | 1.ª           | 2002-03       | 23    | 1     | 4                | 0                | 2               | 0               | 6                       | 0                       | 35    | 1     |
| Bayer Leverkusen · Alemania      | 1.ª           | 2003-04       | 27    | 1     | 3                | 0                | —               | —               | —                       | —                       | 30    | 1     |
| Bayer Leverkusen · Alemania      | 1.ª           | 2004-05       | 29    | 0     | 1                | 0                | —               | —               | 8                       | 0                       | 38    | 0     |
| Bayer Leverkusen · Alemania      | Total club    | Total club    | 123   | 3     | 13               | 3                | 0               | 0               | 32                      | 0                       | 171   | 3     |
| R. C. Celta de Vigo · España     | 1.ª           | 2005-06       | 25    | 0     | 1                | 0                | —               | —               | —                       | —                       | 26    | 0     |
| R. C. Celta de Vigo · España     | 1.ª           | 2006-07       | 34    | 0     | —                | —                | —               | —               | 8                       | 0                       | 42    | 0     |
| R. C. Celta de Vigo · España     | Total club    | Total club    | 59    | 0     | 1                | 0                | —               | —               | 8                       | 0                       | 68    | 0     |
| San Lorenzo de Almagro Argentina | 1.ª           | 2007-08       | 14    | 0     | —                | —                | —               | —               | 10                      | 0                       | 24    | 0     |
| Girondins de Burdeos Francia     | 1.ª           | 2008-09       | 6     | 0     | —                | —                | 4               | 0               | 3                       | 0                       | 13    | 0     |
| Girondins de Burdeos Francia     | 1.ª           | 2009-10       | 3     | 0     | 1                | 0                | 1               | 0               | 1                       | 0                       | 6     | 0     |
| Girondins de Burdeos Francia     | Total club    | Total club    | 9     | 0     | 1                | 0                | 5               | 0               | 4                       | 0                       | 19    | 0     |
| San Lorenzo de Almagro Argentina | 1.ª           | 2010-11       | 16    | 0     | —                | —                | —               | —               | —                       | —                       | 16    | 0     |
| Nacional · Uruguay               | 1.ª           | 2011-12       | 15    | 0     | —                | —                | —               | —               | 6                       | 0                       | 21    | 0     |
| Argentinos Juniors Argentina     | 1.ª           | 2012-13       | 16    | 1     | —                | —                | —               | —               | —                       | —                       | 16    | 1     |
| Total carrera                    | Total carrera | Total carrera | 397   | 9     | 15               | 0                | 8               | 0               | 99                      | 0                       | 520   | 9     |

### Clubes como entrenador
| Club                          | País      | Año       |
| ----------------------------- | --------- | --------- |
| Selección de Argentina sub-15 | Argentina | 2017-2023 |
| Selección de Argentina sub-17 | Argentina | 2023-Act. |
| Selección de Argentina sub-20 | Argentina | 2024-Act. |

## Palmarés

### Como jugador

#### Campeonatos nacionales
| Título               | Equipo                   | País      | Año     |
| -------------------- | ------------------------ | --------- | ------- |
| Primera B Nacional   | A. A. Argentinos Juniors | Argentina | 1996-97 |
| Primera División     | C. A. River Plate        | Argentina | A-1997  |
| Primera División     | C. A. River Plate        | Argentina | A-1999  |
| Primera División     | C. A. River Plate        | Argentina | C-2000  |
| Supercopa de Francia | Girondins de Burdeos     | Francia   | 2008    |
| Ligue 1              | Girondins de Burdeos     | Francia   | 2009    |
| Copa de la Liga      | Girondins de Burdeos     | Francia   | 2009    |
| Supercopa de Francia | Girondins de Burdeos     | Francia   | 2009    |
| Campeonato Uruguayo  | Nacional                 | Uruguay   | 2012    |

#### Campeonatos internacionales
| Título                        | Equipo                     | Sede         | Año  |
| ----------------------------- | -------------------------- | ------------ | ---- |
| Supercopa Sudamericana        | C. A. River Plate          | Buenos Aires | 1997 |
| Sudamericano Sub-20           | Selección Argentina Sub-20 | Chile        | 1997 |
| Copa Mundial de Fútbol Sub-20 | Selección Argentina Sub-20 | Malasia      | 1997 |

### Como entrenador

#### Campeonatos internacionales
| Título              | Equipo                     | Sede      | Año  |
| ------------------- | -------------------------- | --------- | ---- |
| Sudamericano Sub-15 | Selección Argentina Sub-15 | Argentina | 2017 |
| Torneo L'Alcúdia    | Selección Argentina Sub-17 | España    | 2025 |